# Кемблово (Поморське воєводство)
Кемблово (пол. Kębłowo) — село в Польщі, у гміні Люзіно Вейгеровського повіту Поморського воєводства.
Населення — 2562 особи (2011).
У 1975-1998 роках село належало до Гданського воєводства.

## Демографія
Демографічна структура станом на 31 березня 2011 року:
|          | Загалом | Допрацездатний вік | Працездатний вік | Постпрацездатний вік |
| -------- | ------- | ------------------ | ---------------- | -------------------- |
| Чоловіки | 1274    | 398                | 822              | 54                   |
| Жінки    | 1288    | 379                | 784              | 125                  |
| Разом    | 2562    | 777                | 1606             | 179                  |